# Boiotischer Krieg
Als Boiotischer Krieg (auch Böotischer Krieg oder Thebanischer Krieg) wird der von 379/8 bis 371 v. Chr. währende Konflikt zwischen dem von Theben dominierten Böotien und Sparta bezeichnet. Er endete mit dem Sieg Thebens und dem Verlust der spartanischen Hegemonie über Griechenland.
Nach dem Sieg über Athen in den peloponnesischen Kriegen konnte Sparta eine Hegemonie über weite Teile des antiken griechischen Mutterlandes erlangen. 379/8 v. Chr. konnten thebanische Demokraten in einem Handstreich die spartanische Besatzung der Stadt überwältigen. In den folgenden Jahren vereinten die Thebaner Böotien unter ihrer Vorherrschaft. Auch dem zweiten Attischen Seebund, der 377 v. Chr. von Athen gegründet wurde, traten die Thebaner zunächst bei, um eine breite Front gegen die Spartaner bilden zu können. Lange blieben sie dem Bund jedoch nicht erhalten und dehnten ihrerseits unter den führenden thebanischen Staatsmännern Pelopidas und Epaminondas den Einfluss über weite Teile Griechenlands bis nach Makedonien aus. 
371 v. Chr. wurde noch einmal versucht, durch Verhandlungen einen allgemeinen griechischen Frieden (Koine Eirene) zu schaffen, der die diversen rivalisierenden griechischen Bündnis- und Herrschaftssysteme ersetzen sollte. Doch die Versuche scheiterten bei einer Friedenskonferenz in Sparta an den gewachsenen Ansprüchen der Thebaner und den immer noch vorhandenen hegemonialen Bestrebungen der Spartaner. Die Spartaner verwehrten dem thebanischen Abgesandten Epaminondas, im Namen des ganzen Böotien zu unterschreiben. Daraufhin lehnten diese den Frieden ab.
Die Spartaner setzen daraufhin ein Heer gegen Theben in Gang. Unter der Führung des Epaminondas konnten die Thebaner das spartanische Heer in der Schlacht bei Leuktra besiegen. 350 bis 400 von 700 Spartiaten wurden dabei getötet und Sparta verlor die Vorherrschaft, die von nun an Theben innehatte.